# Guilherme de Santa-Rita
Guilherme Augusto Cau da Costa de Santa Rita ou Guilherme de Santa-Rita (mais tarde passaria a chamar-se apenas Santa-Rita Pintor; Lisboa, 31 de Outubro de 1889 – Lisboa, 29 de Abril de 1918) foi um pintor português.
Figura mítica da primeira geração de pintores modernistas portugueses, a sua obra permanece em grande parte envolta em mistério. Nunca expôs em Portugal, mas esteve vários anos em Paris garantindo, com Amadeo de Souza-Cardoso, a primeira ligação efetiva às vanguardas históricas do início do século XX; e foi o mais ativo impulsionador do breve movimento futurista português. Morreu prematuramente, antes mesmo de completar 29 anos de idade, vitimado por tuberculose pulmonar, deixando ordem expressa para que todos os seus trabalhos fossem queimados; da sua obra da maturidade resta uma única pintura e um conjunto de reproduções rudimentares, a preto e branco, nas revistas Orpheu (1915) e Portugal Futurista (1917). 

## Biografia
Filho de Guilherme Augusto de Santa Rita (1858–1905) e de Palmira Cau da Costa. Teve dois irmãos: Augusto de Santa Rita (1888–1956), escritor modernista, e Mário de Santa Rita (1890–1909), poeta.
Formado pela Academia Real de Belas-Artes, parte para Paris como bolseiro do Estado em Abril de 1910. Monárquico convicto, perde a bolsa dois anos mais tarde devido a um conflito com o embaixador republicano João Chagas. Em Paris priva com Mário de Sá-Carneiro (que se inspirará nele para um personagem de A confissão de Lúcio, 1914); contacta com círculos artísticos de vanguarda, nomeadamente com Marinetti, assistindo às suas conferências na Galerie Bernheim-Jeune. O impacto de Marinetti e do seu manifesto futurista é reforçado, em 1912, pela visita à exposição dos pintores futuristas italianos nessa mesma galeria, levando-o a aderir ao movimento. Nesse mesmo ano terá exposto, no Salon de Indépendents parisiense, o quadro O Ruído num Quarto sem Móveis, cujo título, por si só, "dava o mote futurista dos seus interesses".
De personalidade paradoxal, Santa-Rita era, segundo Sá-Carneiro, "um tipo fantástico", "ultramonárquico", "intolerável", "insuportavelmente vaidoso". Regressa a Portugal em 1914, ano de eclosão da 1ª Guerra Mundial. Sensível à glorificação da máquina de Marinetti, à sua apologia de uma arte totalmente nova e diferente, em ruptura com o passado retrógrado, à sua agressividade e desejo de chocar as mentes conservadoras, Santa-Rita será, a par de Mário de Sá-Carneiro, um dos principais introdutores das ideias futuristas em Portugal, tornando-se no dinamizador do embrionário movimento futurista português. Em 1916 afirmaria: "Futurista declarado em Portugal há um, que sou eu".
Um dos seus objetivos após o regresso era editar os manifestos de Marinetti, de quem se dizia mandatado para o efeito (um desejo nunca realizado); mas pretendia acima de tudo fazer a sua obra e impor-se socialmente. Em 14 de Junho de 1915 participa talvez num evento de que ele, Almada Negreiros, José Pacheko e Ruy Coelho eram os promotores. Nesse «grande congresso de artistas e escritores» – de que não existem notícias na imprensa e que poderá nunca ter ocorrido –, a nova geração levantava-se em protesto «contra a modorra a que os velhos a obrigam». Ainda nesse ano participa no segundo número da Revista Orpheu, onde são reproduzidos quatro trabalhos seus. Tenta pouco depois ser ele próprio a liderar os futuros números da publicação, sendo travado por Fernando Pessoa e Mário de Sá-Carneiro. Começa a preparar uma revista alternativa que pudesse controlar; em 1917 realiza esse objetivo com a publicação do primeiro e único número de Portugal Futurista. Apreendida pela polícia à porta da tipografia (devido à alegada obscenidade de alguns artigos), a revista foi o efeito tardio da "tumultuosa" apresentação do futurismo, em Abril desse mesmo ano no Teatro da República, sessão que ele próprio encenou e onde contou com a colaboração ativa de Almada Negreiros, o grande protagonista do evento. Perante uma assistência não muito numerosa, composta por curiosos dos cafés «intelectuais» da Baixa e alguns estudantes, Santa-Rita participaria a partir de uma frisa (camarote quase ao nível da plateia), animando e ordenando o espetáculo, onde foram lidos textos de Almada (Ultimatum Futurista às Gerações Portuguesas do Século XX), de Valentine de Saint-Point e de Marinetti.
Dirigida oficialmente por Carlos Filipe Porfírio e tendo como editor nominal S. Ferreira, Portugal Futurista era, na realidade, obra de Santa-Rita; era ele quem orquestrava todo o processo nos bastidores. Uma fotografia sua de grande formato abria a publicação e um texto de Bettencourt Rebelo sagrava-o como "o artista que o génio da época produziu" e o "grande iniciador do movimento futurista português"; a ilustrar o texto, quatro reproduções de obras suas, entre as quais um trabalho mais antigo, Orpheu nos Infernos. "De qualquer modo, os três outros quadros reproduzidos avantajam-se às duas obras expressionistas […] de Amadeo, decerto propositadamente mal escolhidas, para evitar concorrência…".
Sem nunca ter exposto em Portugal, com uma obra praticamente desconhecida do público, Santa-Rita morre no ano seguinte vítima de tuberculose, deixando ordens expressas à família para que todos os trabalhos de sua autoria fossem destruídos. Desaparecido Sá-Carneiro, que se suicidou em Paris em 1916, a morte de Santa-Rita irá ditar o termo desse "parêntese histórico" que foi o futurismo português.

## Obra

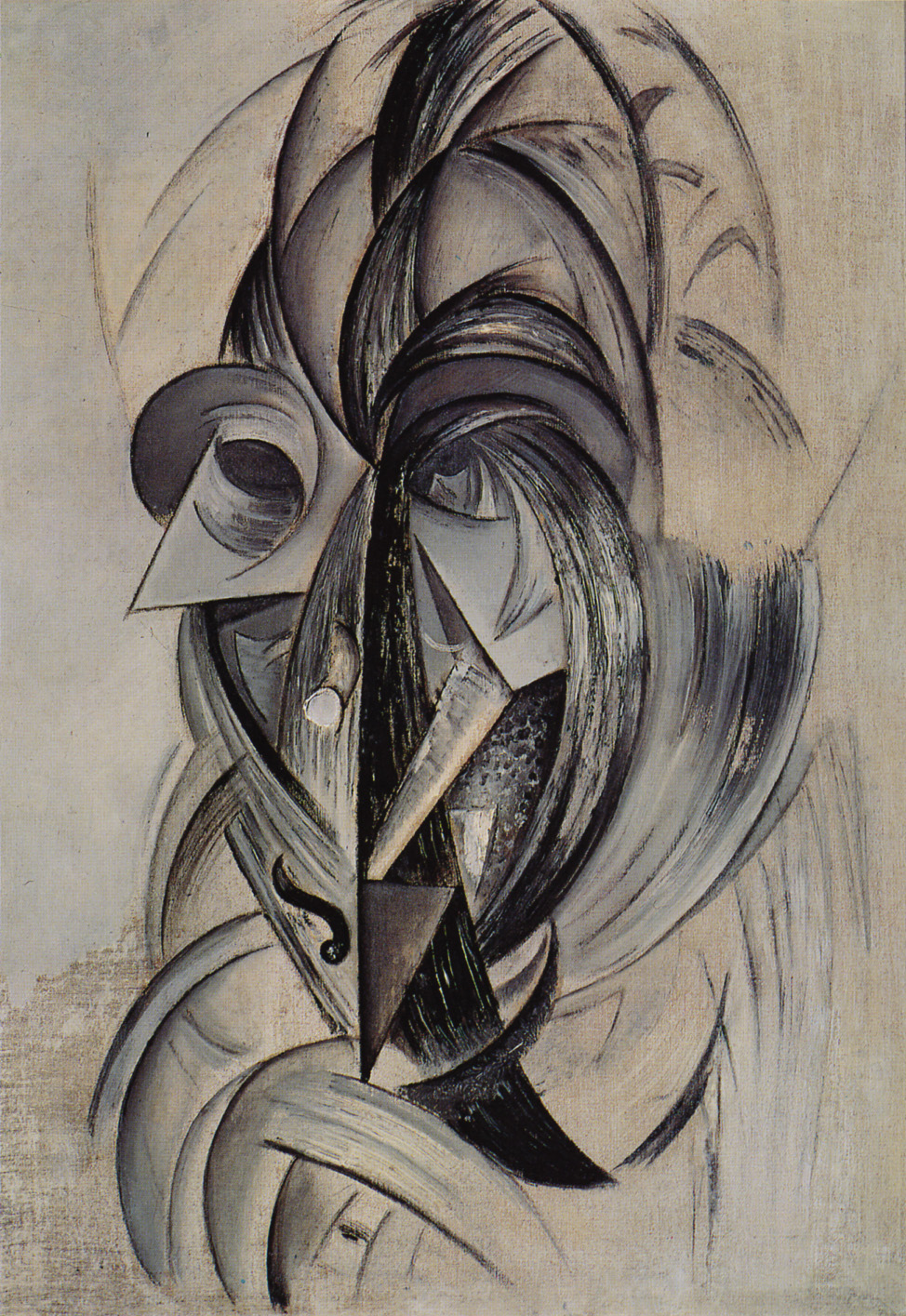
Cabeça, c. 1910, óleo sobre tela, 65,3 x 46,5 cm

São muito poucas as obras que sobreviveram à ordem de destruição cumprida pela família de Santa-Rita após a sua morte. Alguns raros exercícios académicos, realizados por certo enquanto aluno de Belas Artes, e duas pinturas de maior relevo e de datação incerta: Orfeu nos Infernos, c. 1907 (?); Cabeça, c. 1910. 
Reproduzida em 1917 na revista Portugal Futurista, Orfeu nos Infernos é uma obra de grande violência expressiva e, embora José Augusto França a (des)considere como uma "espécie de «canular» de escolar de Belas Artes", a pintura tem características temáticas e formais invulgares que a distinguem das práticas artísticas do seu tempo de estudante de Belas Artes, dominadas por convenções oitocentistas. A sua data de execução é provavelmente posterior à indicada em Portugal Futurista (segundo essa legenda, a obra teria sido pintada quando Santa-Rita tinha 14 anos de idade); Joaquim Matos Chaves sugere uma data entre 1913 e 1915. "Obra fantástica e delirada, em agitações cromáticas de acre domínio avermelhado", nelas Santa-Rita evoca a figura de Veloso Salgado, seu mestre, como personagem do inferno.
Cabeça, pelo seu lado, é consensualmente considerada uma obra central do modernismo em Portugal. Datada no verso por mão desconhecida, o ano de execução permanece incerto, mas deverá localizar-se entre 1910 e 1912, precedendo portanto as pinturas cubistas de Amadeo ou de qualquer outro autor português. Esta obra aproxima-se das máscaras africanas evocadas por Picasso nas Demoiselles d’Avignon, ou de outras obras do mesmo autor datadas de 1909 e 1910, mas a sua dinâmica compositiva, dominada por formas curvas e por um forte sentido de movimento, não será alheia às explorações dos futuristas (nomeadamente de Umberto Boccioni).
Os quatro trabalhos reproduzidos na Revista Orpheu (destruídos após a sua morte) são igualmente devedores de Picasso, mas da fase seguinte. Mais do que uma aproximação às soluções formais dos futuristas, nestas obras Santa-Rita revela a assimilação precoce das descobertas de Picasso e Braque nas colagens realizadas entre 1911 e 1913 e que estão na génese do cubismo sintético. A relação com o futurismo é revelada pelos títulos, surpreendentes, que poderão ter sido inspirados no texto introdutório do catálogo da exposição de 1912 na Galerie Berheim-Jeune, Paris, da autoria dos expositores (Boccioni, Carlo Carrà, Giacomo Balla, Gino Severini, Luigi Russolo). Identicamente conotável com o idioma cubista mas mais próximo dos dispositivos do futurismo (tanto no título como no dinamismo da composição), será Perspetiva Dinâmica de um Quarto ao Acordar, 1912, reproduzido em 1917 no Portugal Futurista.

## Galeria

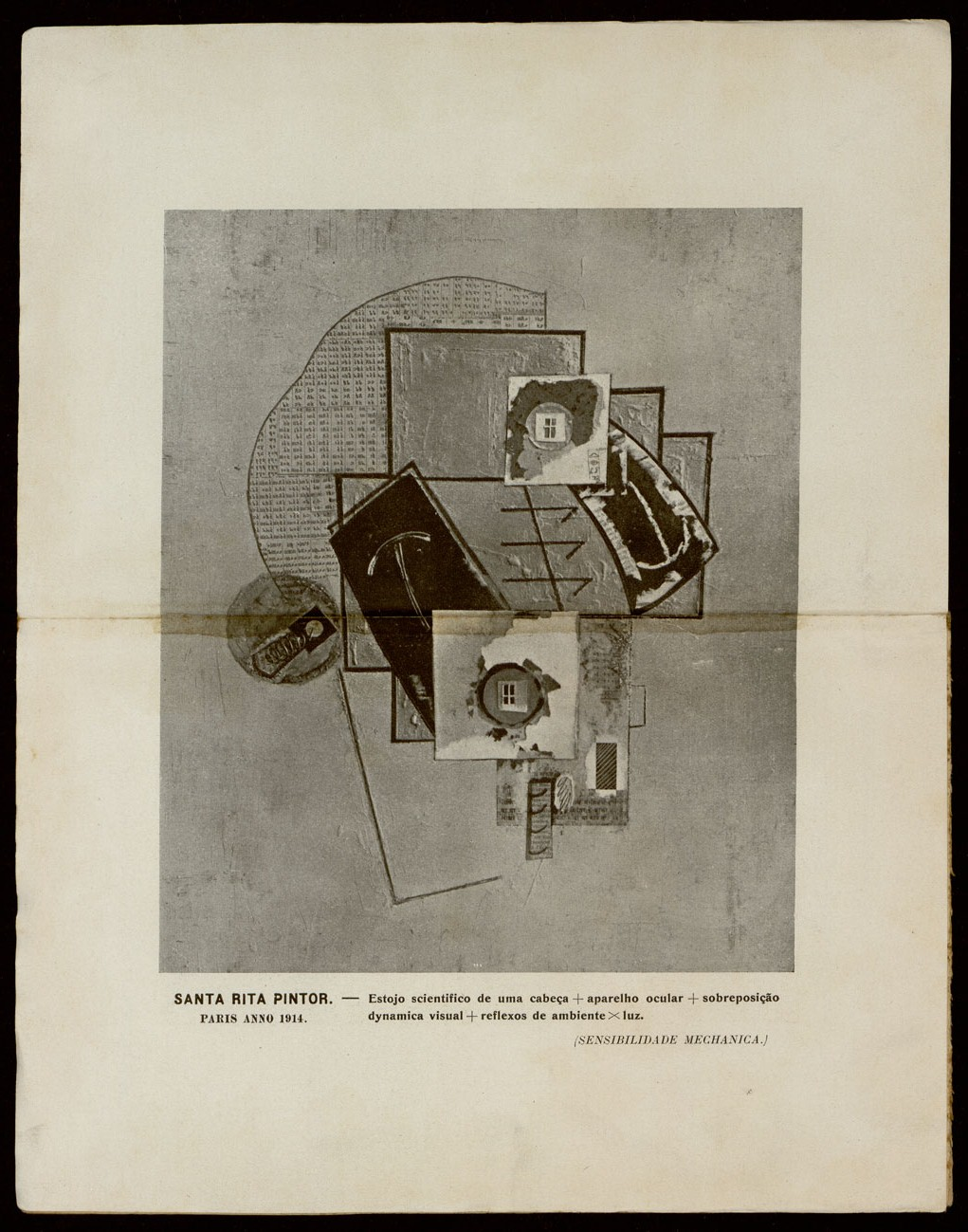
Estojo scientífico de uma cabeça + aparelho ocular + sobreposição dynamica visual + reflexos de ambiente x luz (SENSIBILIDADE MECHANICA), 1914, colagem. Publicado no nº2 da revista Orpheu, 1915
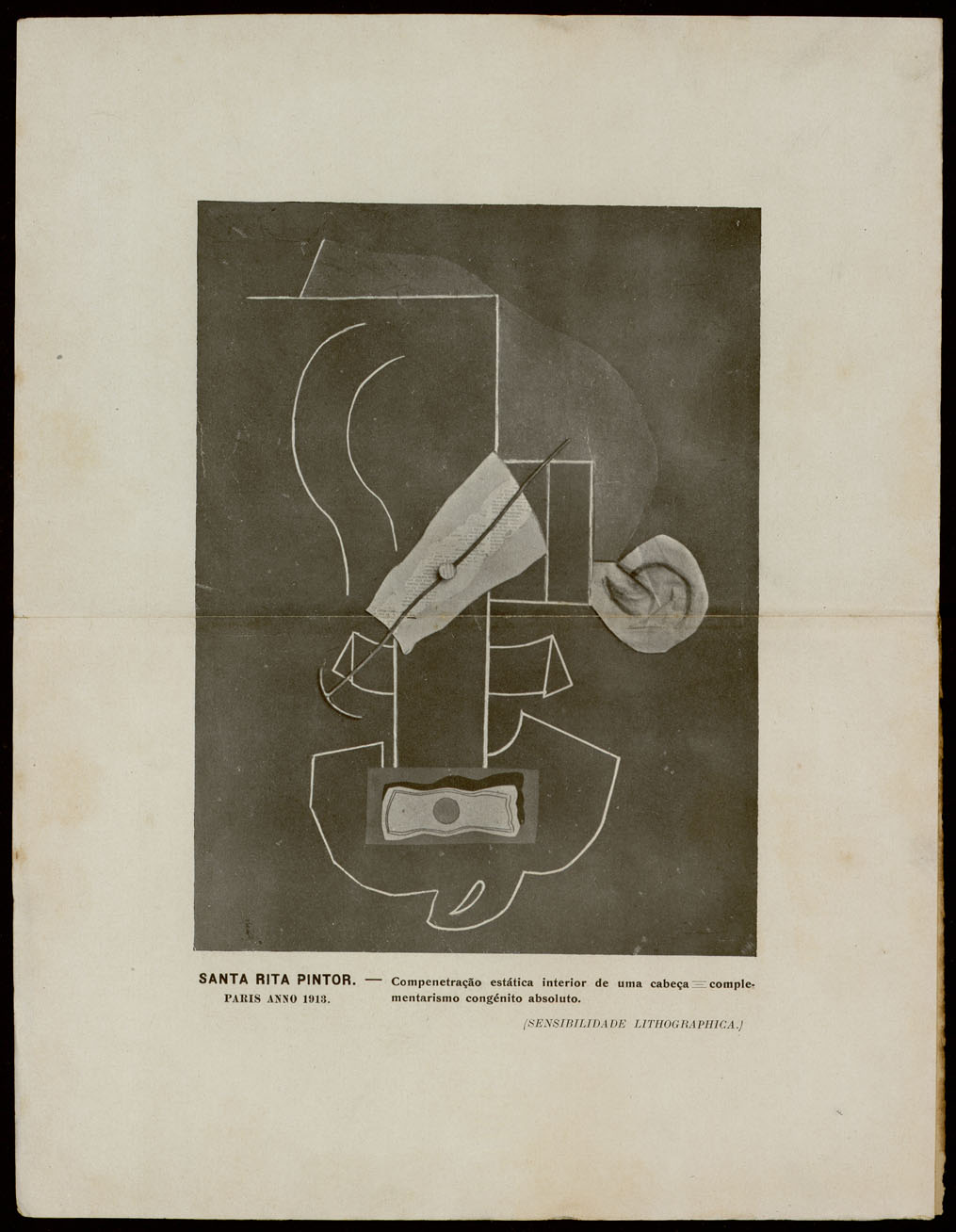
Compenetração estática interior de uma cabeça = complementarismo congénito absoluto (SENSIBILIDADE LITHOGRAPHICA), 1913, colagem. Publicado no nº2 da revista Orpheu, 1915
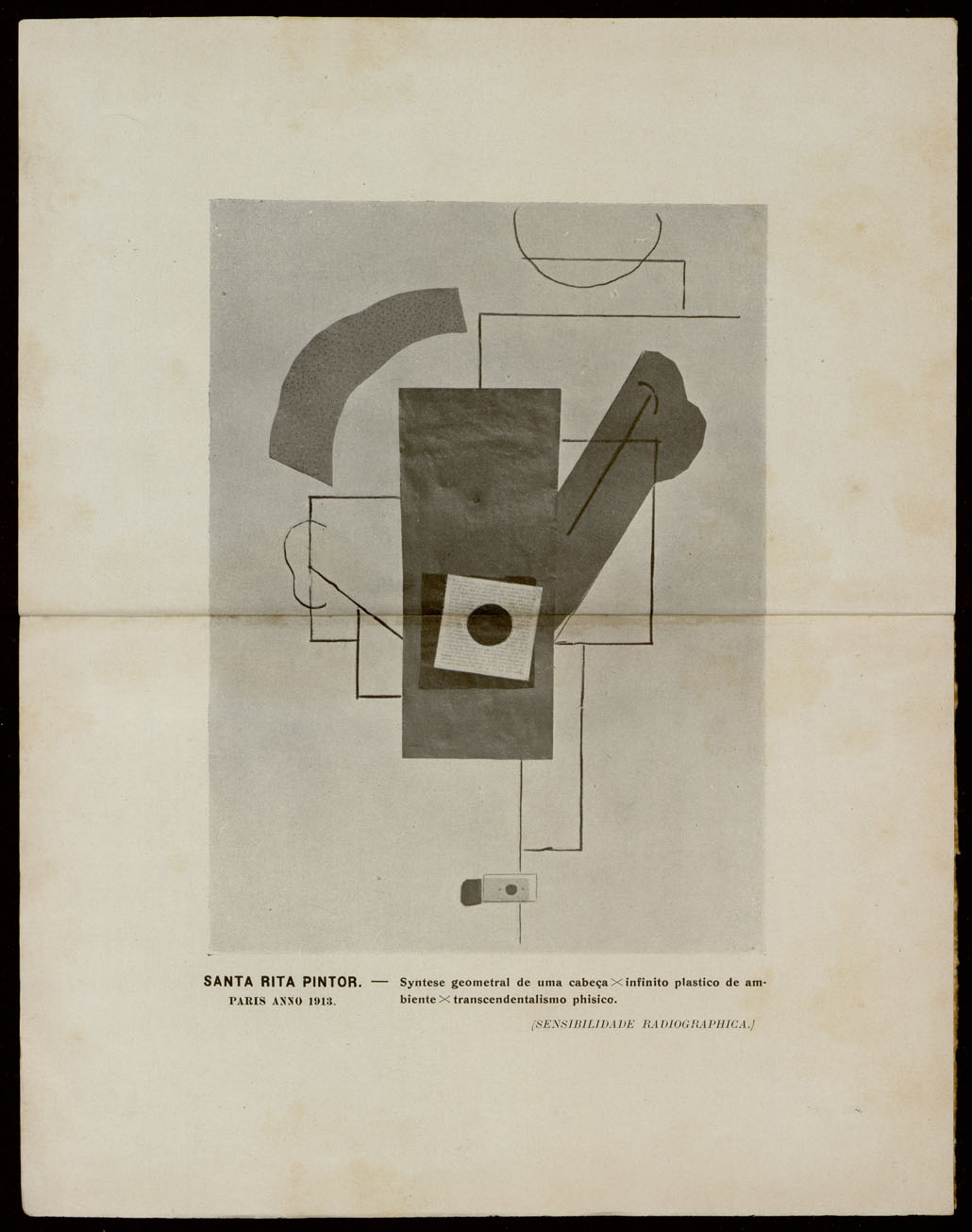
Syntese geometral de uma cabeça x infinito plástico de ambiente x transcendentalismo físico (SENSIBILIDADE RADIOGRAPHICA), 1913, colagem. Publicado no nº2 da revista Orpheu, 1915
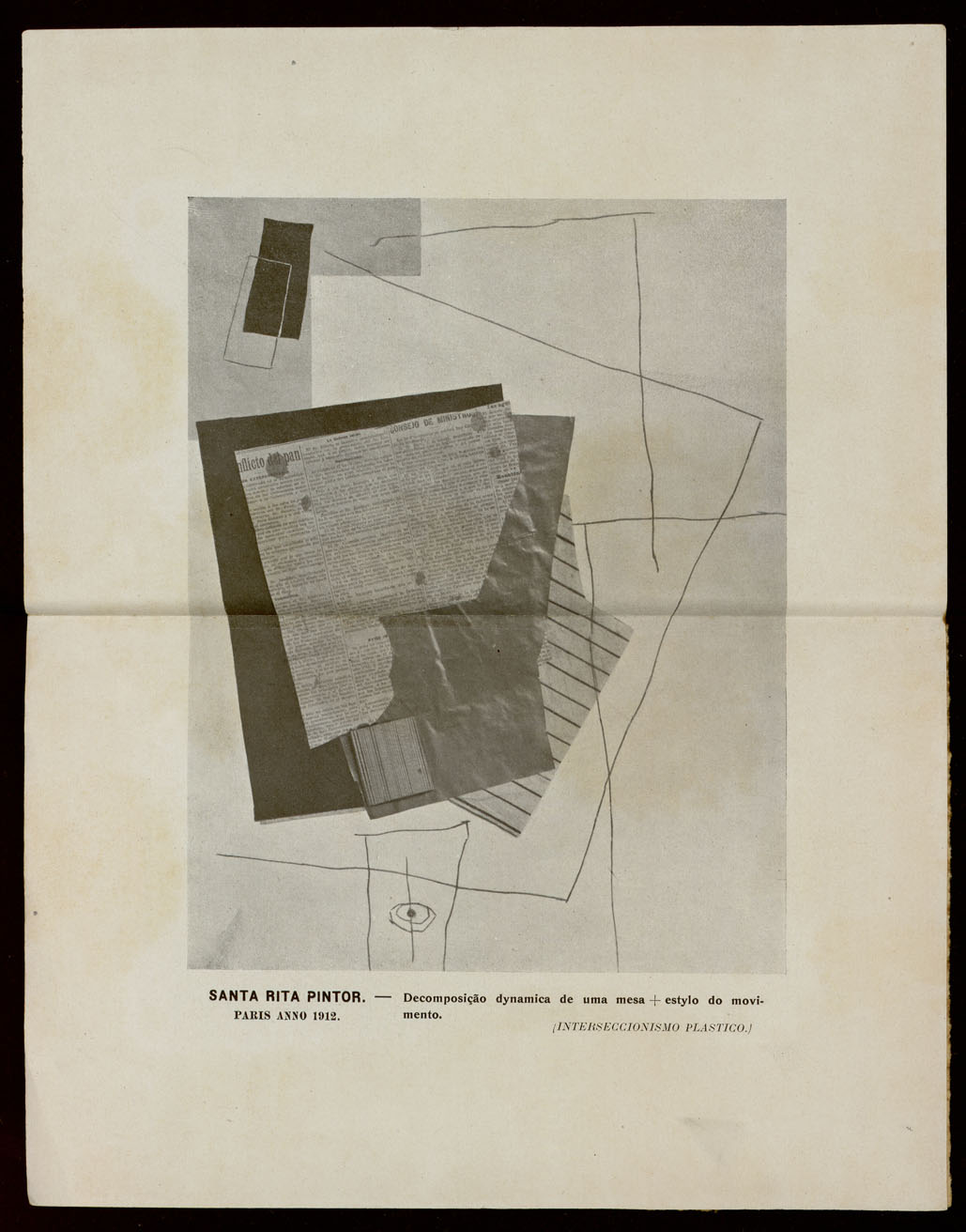
Decomposição dynamica de uma mesa + estylo do movimento (INTERSECCIONISMO PLASTICO), 1912, colagem. Publicado no nº2 da revista Orpheu, 1915
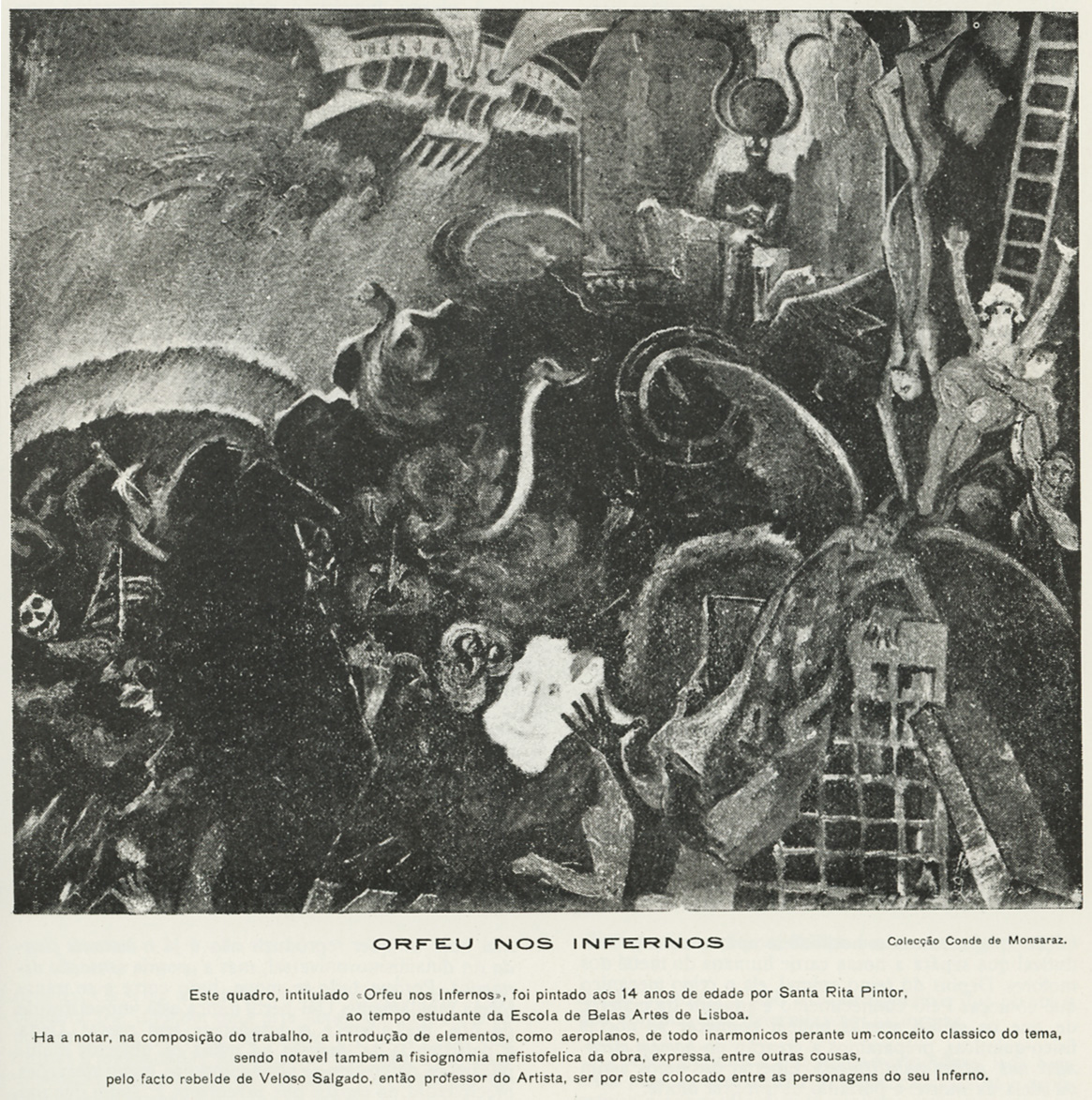
Orfeu nos Infernos, data desconhecida, óleo sobre tela, 55,0 x 65,5 cm. Publicado na revista Portugal Futurista, 1917, p. 7
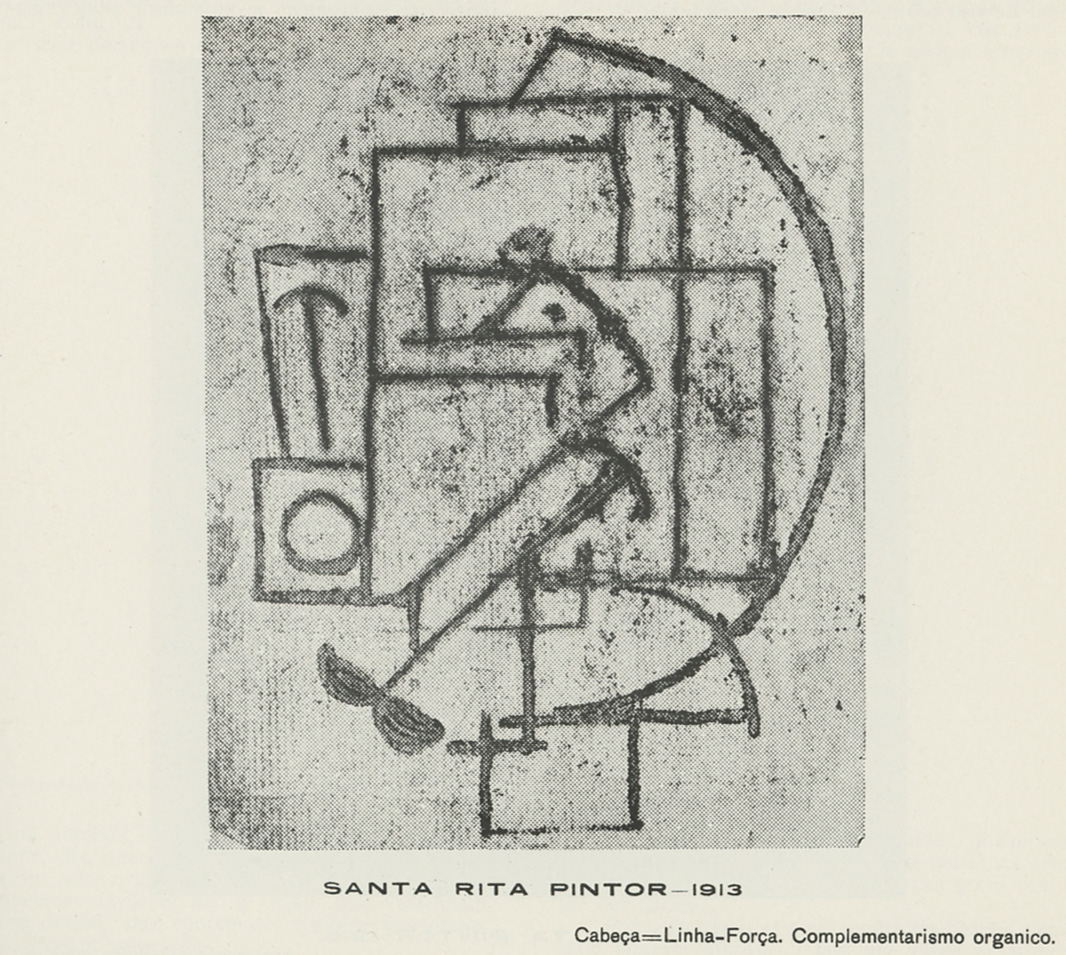
Cabeça = linha – força. Complementarismo orgânico, 1913, guache sobre papel. Publicado na revista Portugal Futurista, 1917, p.9
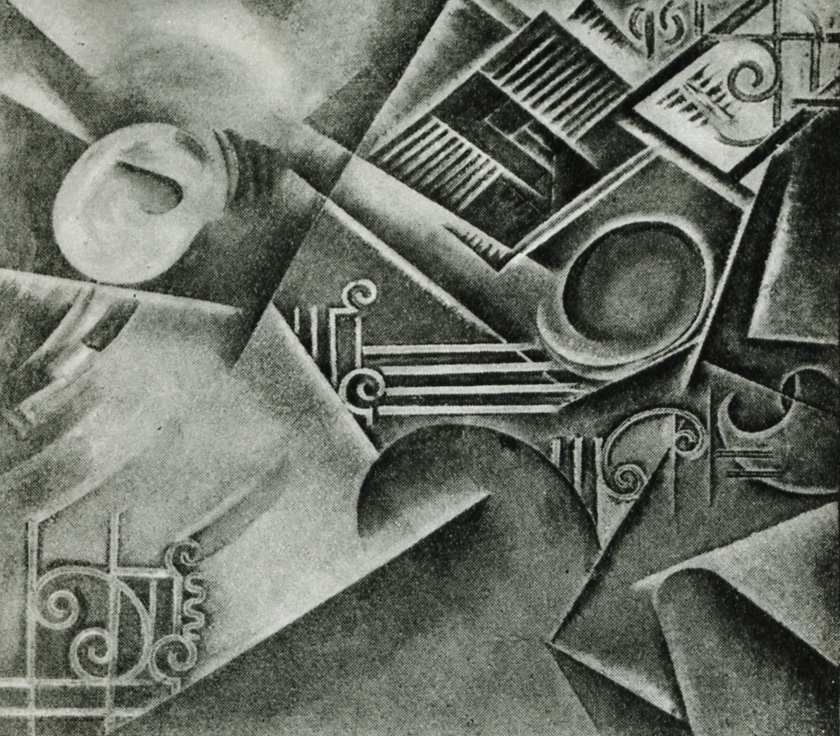
Perspectiva dinâmica de um quarto ao acordar, 1912, óleo sobre tela. Publicado na revista Portugal Futurista, 1917, p. 8
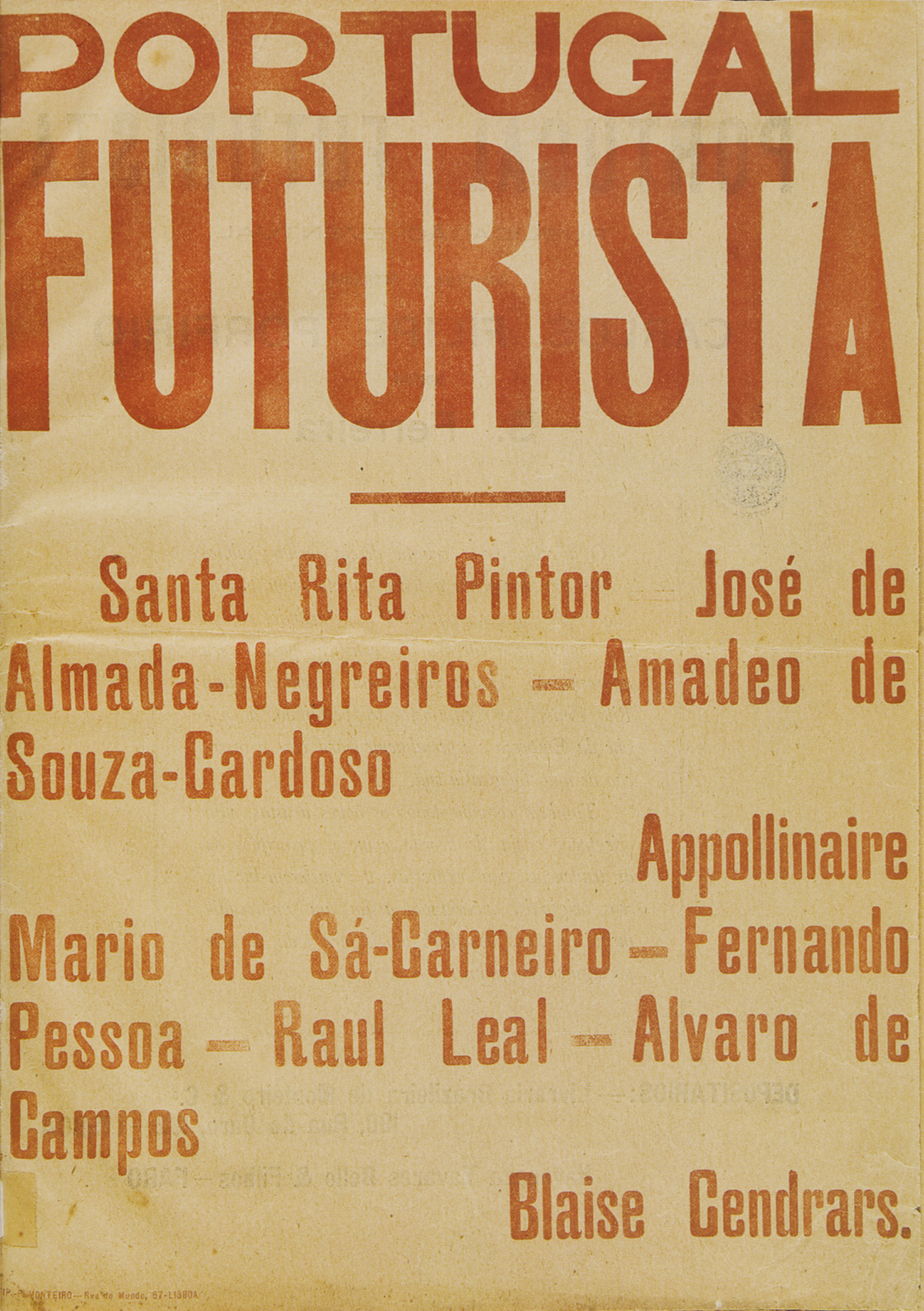
Capa – Portugal Futurista, 1917
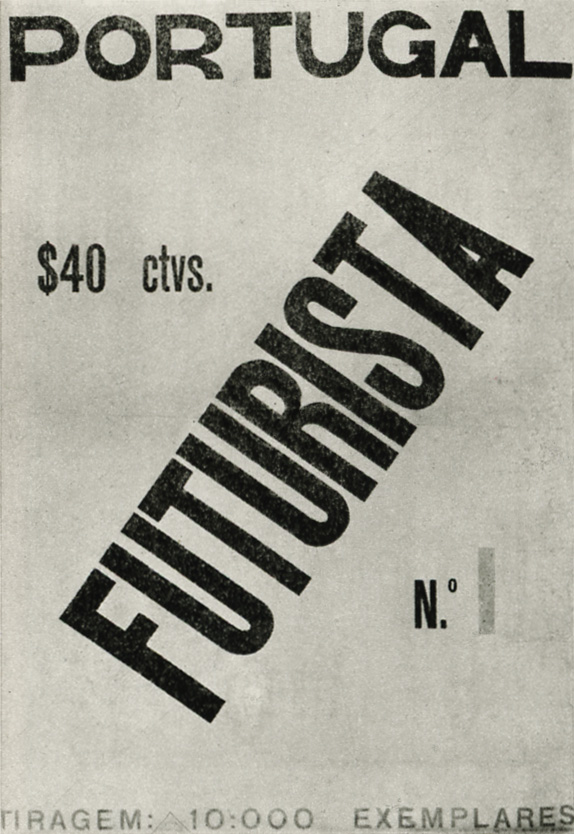
Contracapa – Portugal Futurista, 1917